# Ольховка (Медынский район)
Ольховка — деревня в Медынском районе Калужской области Российской Федерации. Входит в состав сельского поселения «Село Кременское».

## География
Деревня находится в северной части Калужской области, на реке Шумка (приток Ксёмы), к северу от села Кременское и города Медынь, административного центра района.
Часовой пояс
Деревня Ольховка, как и вся Калужская область, находится в часовой зоне МСК (московское время). Смещение применяемого времени относительно UTC составляет +3:00.

## История
В 1782 году деревня Альховка вместе селом Алемна и другим деревня принадлежала Коллегии экономии синодального правления.
По данным на 1859 год Ольховка — казённая деревня Медынского уезда, расположенная по правую сторону тракта из Медыни в Верею. В ней 7 дворов и 69 жителей.
После реформ 1861 года вошла в Кременскую волость. Население в 1892 году — 86 человек, в 1913 году — 88 человек.
9 января 1942 года части 93-й стрелковой дивизии 33-й армии освободили Кременское и Ольховку от немецко-фашистских войск, занявших деревню осенью 1941 года.

## Население
| 2002 | 2010 |
| ---- | ---- |
| 12   | ↘10  |